# Comedians & Angels
Comedians & Angels är ett studioalbum av den amerikanske trubaduren Tom Paxton, utgivet i januari 2008. Albumet är producerat av Jim Rooney och gavs ut på skivbolaget Appleseed Recordings.
På detta album förekommer sex nyskrivna låtar och nio nya inspelningar av gamla sånger. De sex nya spåren är nummer 2, 6, 8, 9, 12 och 15.

## Låtlista
Förutom där annat anges är samtliga låtar skrivna av Tom Paxton
1. "How Beautiful Upon the Mountain"
2. "Out on the Ocean" (Tom Paxton/George Wurzbach)
3. "What a Friend You Are"
4. "When We Were Good"
5. "First Song Is For You"
6. "And If It's Not True"
7. "Bad Old Days"
8. "Reason to Be"
9. "I Like the Way You Look"
10. "Long Way From Your Mountain" (Tom Paxton/Susan Graham White)
11. "Home to Me (Is Anywhere You Are)"
12. "Jennifer and Kate"
13. "Dance in the Kitchen"
14. "You Are Love"
15. "Comedians & Angels"